# Manuel José Rubio y Salinas
Pour les articles homonymes, voir Rubio.
Manuel José Rubio y Salinas, né le 29 juin 1703 à Colmenar Viejo, Espagne et mort le 3 juillet 1765 à Mexico) est un ecclésiastique espagnol du XVIIIe siècle. Il fut nommé archevêque de Mexico, le 29 janvier 1748, charge qu'il occupa jusqu'à sa mort le 3 juillet 1765 à Mexico.
En 1753, visitant le nord-est de son archidiocèse, Rubio y Salinas demanda au vice-roi, Juan Francisco de Güemes y Horcasitas de bien vouloir y édifier une nouvelle paroisse et un cloître qui sera construit en 1754 et nommé Casas Viejas et deviendra la ville de San José Iturbide dans l'État de Guanajuato.

## Œuvres principales
- A todas las personas eclesiásticas y seculares, de cualquier estado, calidad, o condición, que sean, estantes y habitantes en esta nuestra diocesis ... Hacemos saber ... ; Manuel Rubio y Salinas; México, 1754. (OCLC 45176177)
- Carta pastoral ; Manuel José Rubio y Salinas; Mexico, Impr. de la Bibliotheca mexicana, 1756. (OCLC 21855686)
- Aranzel de derechos parrochiales ; Manuel Jose Rubio y Salinas ; Mexico : Por los Herederos de la Viuda de D. Joseph Bernardo de Hogal, 1757. (OCLC 55244306)
- Hallandose el Excmo. Sr. Virrey de esta Nueva-España en el resolucion de justificar quanto contiene la adjunta ; Manuel José Rubio y Salinas ; Mexico, 1759. (OCLC 19945983)